# The Twin Pawns
The Twin Pawns er en amerikansk stumfilm fra 1919 af Leonce Perret.

## Medvirkende
- Mae Murray som Daisy, Violet White
- Warner Oland som John Bent
- Jack W. Johnston som Harry White
- Henry G. Sell som Bo Anderson
- Edythe Chapman